# Almiros
Almiros (gr. Αλμυρός) – miejscowość w Grecji, w administracji zdecentralizowanej Tesalia-Grecja Środkowa, w regionie Tesalia, w jednostce regionalnej Magnezja. Siedziba gminy Almiros. W 2011 roku liczyła 7955 mieszkańców.